# Zoka Zola
Zoka Zola (Rijeka, 3 de septiembre de 1961) es una profesora y arquitecta croata cuyo trabajo más notable es la Pfanner House trabajo por el que obtuvo el Premio "Home of the Year Award". 

## Biografía
Zola nació en Rijeka, Croacia y se graduó en arquitectura por la Universidad de Zagreb. También obtuvo la Maestría, en el Grado de Humanidades de la Universidad de Chicago. Después de graduarse, trabajó para muchas empresas de Arquitectura en Viena, Roma, y Londres. Finalmente, estableció su propia empresa en Londres y participó en el diseño de edificios públicos menores y restaurantes; durante este periodo impartió clases en la Universidad Oxford Brookes en Oxford como senior lecturer, y también en la capacitación de la Unit Master en la Asociación Arquitectónica en Londres. En 1995,  recibió el premio "Young Architect of the Year Award" en el Reino Unido.
Zola se trasladó a Chicago en 1997 y trabajó como profesora adjunta en la School of the Art Institute de Chicago, momento en el que ganó el premio para su Pfanner House. La publicación de Kenneth Frampton American Masterworks: Houses of the 20th and 21st Centuries considera esta casa entre las 43 casas "obras maestras" construidas en los EE.UU desde 1985, siendo considerada la mejor casa en América del Norte por la Revista Architecture Magazine.
Es también profesora en la Escuela de Arquitectura en la Universidad de Illinois, Chicago. Su empresa está también implicada en el diseño de tres casas de bajo consumo energético (zero energy house) una de las cuales está localizado en Chicago (por la que ha obtenido el premio) y las otras dos están en Kuala Lumpur. Su casa "zero energy" en Chicago es una iniciativa notable para la generación de energía in situ en lugar de utilizar otros combustibles fósiles. Zola también se ha implicado en la planificación urbana de la ciudad de Chicago, creando modelos para viviendas y edificios educativos: infraestructura de 22,86 metros de altura en un área desierta de California para una institución de formación China. Su proyecto reciente es planificar un complejo de viviendas sostenible en Croacia. También está implicada en un centro de formación sobre carbono-cero y hotel turístico en Hong Kong.
La casa Zero Energy Glass & Bedolla diseñada y construida por Zola, aunque es una casa de lujo con mucho espacio, cuenta en cada espacio disponible de la casa energía con solar y métodos de energía eólica y geotérmica (sin recurrir a energías de combustible fósil) en un "estilo moderno de fusión orgánica". La superficie exterior de la casa está cubierta con vegetación que funciona como aislante térmico en climas fríos o calientes.
Zola explica su preferencia para utilizar metales en sus diseños arquitectónicos de esta manera: "Nuestros edificios están hechos de metal pero esto no es algo que piense la mayoría de la gente; los metales son los elementos reales que construyen la arquitectura".